# Henryka Małdyk
Henryka Małdyk, z d. Szydełko (ur. 28 października 1924 w Łodzi, zm. 31 sierpnia 2017) – polska reumatolog, prof. dr hab. n. med.

## Biografia
Była córką Michała i Stanisławy Szydełków. Przed II wojną światową ukończyła Prywatne Gimnazjum Ogólnokształcące Żeńskie Janiny Czapczyńskiej w Łodzi, egzamin dojrzałości zdała w ramach tajnego nauczania. W 1951 ukończyła studia w Akademii Medycznej w Łodzi, już od 1950 pracowała w macierzystej uczelni, w Klinice Chorób Wewnętrznych. W 1963 otrzymała stopień doktora nauk medycznych. 
Jej mąż Eugeniusz Małdyk, otrzymał stanowisko patologa w Instytucie Reumatologii i Małdykowie we wrześniu 1963 roku przeprowadzili się do Warszawy. Henryka Małdyk rozpoczęła pracę w Instytucie Reumatologii w Warszawie (kierowanym przez prof. Włodzimierza Brühla), w Klinice Chorób Narządów Ruchu (następnie pod nazwą Kliniki Chorób Tkanki Łącznej), w latach 1984-1994 była kierownikiem tej kliniki. W 1972 otrzymała stopień doktora habilitowanego (nadany przez Akademię Medyczną w Łodzi), w 1982 tytuł profesora nadzwyczajnego, w 1990 profesora zwyczajnego.
W latach 1983–1990 była członkiem Zespołu Konsultanta Krajowego ds. Interny i Zespołu Konsultanta Krajowego ds. Interny, w latach 1994-1995 Konsultantem Krajowym ds. Reumatologii.
Była członkiem Polskiego Towarzystwa Reumatologicznego, w latach 1988-1996 jego prezesem, od 1996 członkiem honorowym, a także Towarzystwa Internistów Polskich, od 1995 jego członkiem honorowym.
Jej mężem był lekarz-patolog Eugeniusz Małdyk, miała dwoje dzieci: Magdalenę (nefrolog) i Pawła (ortopeda).

## Odznaczenia
- Srebrny Krzyż Zasługi[2]
- Złoty Krzyż Zasługi[2]
- Krzyż Kawalerski Orderu Odrodzenia Polski[8]
- Krzyż Oficerski Orderu Odrodzenia Polski (M.P. z 2001, nr 21, poz. 339)
- Krzyż Komandorski Orderu Odrodzenia Polski (M.P. z 2011, nr 111, poz. 1132)